# Detroit Diesel
Die Detroit Diesel Corporation ist ein US-amerikanischer Hersteller von Verbrennungsmotoren, Getrieben und Achsen für Lkw mit Firmensitz in Detroit und eine Marke der Daimler Truck North America LLC, des größten Herstellers von Schwerlastfahrzeugen in Nordamerika.

## Firmengeschichte
Detroit Diesel wurde 1938 unter dem Namen GM Diesel Division als eine Abteilung von General-Motors gegründet. Diese befasste sich mit der Entwicklung von Zweitakt-Dieselmotoren und des Pumpe-Düse-Systems. 1965 erfolgte die Umbenennung in Detroit Diesel Engine Division. Nachdem GM 1970 Allison Transmission übernommen hatte, entstand aus dieser und der Detroit Diesel die Detroit Diesel Allison Division.
Als die Penske Corporation 1988 einen Anteil an Detroit Diesel erwarb, wurde sie als Detroit Diesel Corporation (DDC) aus dem GM-Konzern ausgegliedert. 2000 erwarb DaimlerChrysler die DDC. Detroit Diesel wurde dann in zwei Unternehmen gespalten. Der On-Highway-Bereich blieb als Detroit Diesel Corporation bei Daimler Trucks und der Off-Highway-Bereich wurde der MTU Friedrichshafen angegliedert und gehört als MTU Detroit Diesel zu Rolls-Royce Power Systems. Dieser Teil firmierte seit 1. Juni 2011 als Tognum America Inc. am neuen Campus in Novi (Michigan) und wurde 2014 in MTU America Inc. umbenannt.